# Струпін-Дужий
Струпін-Дужий, або Струпин Великий (пол. Strupin Duży) — село в Польщі, у гміні Холм Холмського повіту Люблінського воєводства. Населення — 571 особа (2011).

## Історія
За даними етнографічної експедиції 1869—1870 років під керівництвом Павла Чубинського, у селі Струпин здебільшого проживали римо-католики, проте населення переважно розмовляло українською мовою.
Під час Другої світової війни у селі діяла українська школа.
У 1975—1998 роках село належало до Холмського воєводства.

## Демографія
Демографічна структура станом на 31 березня 2011 року:
|          | Загалом | Допрацездатний вік | Працездатний вік | Постпрацездатний вік |
| -------- | ------- | ------------------ | ---------------- | -------------------- |
| Чоловіки | 292     | 63                 | 196              | 33                   |
| Жінки    | 279     | 57                 | 177              | 45                   |
| Разом    | 571     | 120                | 373              | 78                   |